# Rhytidoponera socra
Rhytidoponera socra är en myrart som först beskrevs av Auguste-Henri Forel 1894.  Rhytidoponera socra ingår i släktet Rhytidoponera och familjen myror. Inga underarter finns listade i Catalogue of Life.